# Guerra submarina

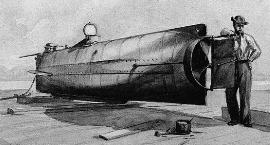
El CSS H. L. Hunley, el primer submarí que va enfonsar una nau enemiga en combat

La guerra submarina és una de les tres àrees operacionals de la guerra naval. Alhora, la guerra submarina comprèn la guerra submarina d'atac, les activitats anti-submarins, la guerra de mines i les contramesures per a mines. Cada tipus conté elements i estratègies especialitzades que exploten els avantatges tàctics propis i inherents del tipus.
La guerra submarina moderna consisteix en gran manera en submarins nuclears i dièsel equipats amb armament (com torpedes, míssils o armes nuclears), i un equipament de mesura avançat, per atacar altres submarins, naus i objectes en terra ferma. Els submarins també s'empren per a tasques de reconeixement, desembarcament de tropes especials i dissuasió. L'efectivitat de la guerra submarina depèn en part de les accions anti-submarines que s'hi utilitzin en contra.

## Història
La guerra submarina va començar a la Guerra Civil dels Estats Units. A la dècada de 1860, la guerra naval va patir diversos canvis notables. Les armades dels Estats Units i dels Estats Confederats van desenvolupar diversos tipus de vaixell de guerra innovadors. Els submarins fou un dels nou conceptes que es van desenvolupar. El primer enfonsament d'un buc enemic per part d'un submarí es va produir el 17 de febrer de 1864, quan el submarí confederat CSS H.L. Hunley va enfonsar l'USS Housatonic al port de Charleston, Carolina del Sud. Tanmateix, poc després, l'H. L. Hunley es va enfonsar, i va morir tota la tripulació a bord de la nau.

### Primera Guerra Mundial
La guerra submarina a la Primera Guerra Mundial fou una lluita principalment entre U-Boots alemanys i austrohongaresos i combois amb subministraments en direcció al Regne Unit, França i Rússia. Els submarins britànics i aliats van dur a terme operacions generalitzades als mars Bàltic, del Nord, Mediterrani i Negre, a més de l'oceà Atlàntic. Només unes poques accions van ocórrer fora del teatre europeu-atlàntic. Els atacs submarins alemanys a vaixells mercants aliats, especialment l'enfonsament de l'RMS Lusitania, van portar l'opinió pública americana a posicionar-se contra els poders centrals. Els Estats Units van demanar que s'aturessin, i els alemanys ho van fer així. El gener de 1917 l'almirall Henning von Holtzendorff (1853–1919) va defensar que calia reprendre els atacs per tal de provocar una fam al Regne Unit. Els alts comandaments alemanys van comprendre que retornar a la guerra submarina a ultrança implicava entrar en guerra amb els Estats Units, però va calcular que la mobilització americana seria massa lenta per aturar una victòria alemanya al front occidental.
Tots els participants s'havien de regir per les Conferències de la Haia de 1899 i 1907, però fou impracticable per a submarins. El govern alemany sostenia que el bloqueig naval britànic d'Alemanya era il·legal sota la llei internacional. Inicialment, els submarins alemanys van intentar complir amb les regles de presa, però més endavant van començar una guerra submarina sense restriccions després de l'arribada dels bucs Q britànics amb canons amagats a la coberta. La pressió diplomàtica americana va forçar que els alemanys ho aturessin durant un temps, però el gener de 1917 Alemanya va declarar una zona de guerra al voltant de les Illes Britàniques i va enfonsar fins a un quart dels mercants que hi entraven, fins que van aparèixer els combois escortats. L'enfonsament de l'HMS Pathfinder va ser la primera victòria en combat d'un submarí modern, i les fites de l'SMU U-9, que va enfonsar tres creures en menys d'una hora, va establir el submarí com a nou component important de la guerra naval.
Els submarins alemanys es van fer servir per instal·lar mines marines i per atacar vaixells amb mena de ferro al Bàltic. La flotilla britànica de submarins al Bàltic va operar donant suport als russos fins al Tractat de Brest-Litovsk. Durant la guerra, els britànics van invertir esforços en desenvolupar un submarí que pogués operar conjuntament amb una flota de cuirassats. Per assolir els 20 nusos (37 km/h) necessaris, els submarins britànics de classe K tenien un motor de vapor. A la pràctica, els de classe K van ser un problema constant i no podien operar eficientment amb una flota.

### Període d'entreguerres
Entre les guerres mundials, les marines van experimentar amb submarins creuer (França, Surcouf), submarins armats amb artilleria de cuirassat (Regne Unit, HMS M1) i submarins capaços de transportar petites aeronaus per reconeixement (HMS M2 i Surcouf). Segons els termes del Tractat de Versalles, Alemanya no podia construir submarins, però tot i així en va construir. No va ser legitimat fins a l'acord naval anglogermànic de 1935, pel qual el Regne Unit acceptava la paritat en nombre de submarins de la Royal Navy amb Alemanya.

### Segona Guerra Mundial
Durant la Segona Guerra Mundial, la guerra submarina es va dividir principalment en dues àrees – l'Atlàntic i el Pacífic. El mar Mediterrani també va ser una zona activa en operacions de submarins, especialment en el cas del Regne Unit, França i Alemanya. Els italians també s'hi van implicar, però van aconseguir els seus majors èxits emprant minisubmarins i torpedes humans.
A l'oceà Atlàntic, on els submarins alemanys buscaven i atacaven combois aliats, aquesta part de la guerra recordava la part final de la Primera Guerra Mundial. També estaven actius diversos submarins britànics, especialment al Mediterrani i a Noruega, contra vaixells de guerra, submarins i vaixells mercants de l'Eix. Inicialment, Adolf Hitler havia ordenat als seus submarins que es regissin pel dret de presa, però es va retirar la restricció el desembre de 1939. Els U-Boots alemanys van emprar la tàctica "llopada" per atacar vaixells mercants; tanmateix, amb l'increment d'escortes aeris i de vaixells de guerra, les pèrdues de U-Boots cada cop van ser més nombroses.
A l'oceà Pacífic, la situació era a l'inrevés, amb submarins nord-americans perseguint vaixells japonesos. Al final de la guerra, els submarins americans havien destruït més de la meitat de tots els vaixells mercants japonesos, amb un total de més de cinc milions de tones de mercaderies. Els submarins britànics i neerlandesos també van participar en atacs a vaixells japonesos, principalment en aigües costaneres. Inicialment, els submarins japonesos van ser reeixits, i van destruir dos portaavions americans, un creuer i diversos altres vaixells. Tanmateix, després de seguir una doctrina que es concentrava en atacar vaixells de guerra, més que en mercants més vulnerables, la petita flota japonesa no va tenir un impacte a llarg termini, mentre que va patir fortes pèrdues a causa de mesures aliades anti-submarí. Diversos submarins italians i un d'alemany operaven a l'oceà Pacífic, però mai no van ser un factor important a causa de la llarga distància i les relacions difícils amb el seu aliat japonès.
A l'oceà Índic hi van operar submarins japonesos, que van forçar la flota britànica a retirar-se a la costa oriental de l'Àfrica. Alguns submarins alemanys i italians van ser actius a l'Índic, però no hi van tenir un paper destacat.

### Després de la Segona Guerra Mundial
Des de la Segona Guerra Mundial, en diverses guerres, com la guerra de Corea, la guerra indopakistanesa de 1971 i la guerra de les Malvines, l'ús de submarins ha estat limitat. Es van emprar míssils terrestres llançats des de submarins contra l'Iraq i l'Afganistan. Tret d'aquestes excepcions, la guerra submarina es va aturar després del 1945. Així, el pensament estratègic del paper dels submarins s'ha desenvolupat amb independència d'experiència real.
L'arribada dels submarins amb propulsió nuclear la dècada de 1950 va portar un canvi notable en l'estratègia de la guerra submarina. Aquests vaixells eren operar més ràpidament, a més profunditat, i resistien durant més temps. Podien ser més grans, i així es van convertir en plataformes de llançaments de míssil. Com a resposta a això, els submarins d'atac van ser cada cop més importants. L'avanç en tecnologies de sensors i radars també han estat notables, i els dissenys dels submarins s'hi han adaptat.
Durant la Guerra Freda, els Estats Units i la Unió Soviètica van centrar-se en la detecció i persecució de submarins enemics.